# 千葉市立高洲小学校
千葉市立高洲小学校（ちばしりつたかすしょうがっこう）は、千葉県千葉市美浜区高洲に存在する公立小学校。

## 沿革
- 1972年（昭和47年）- 千葉市立高洲第一小学校開校。
- 1973年（昭和48年）- 千葉市立高洲第二小学校開校。
- 2011年（平成23年）- 千葉市立高洲第一小学校、千葉市立高洲第二小学校が統合し、千葉市立高洲小学校が開校。

## 教育目標
- やさしい子・考える子・たくましい子

## 通学区域
- 高洲二丁目[3]

## 進学先中学校
- 千葉市立高洲第一中学校[3]

## 交通
- JR京葉線稲毛海岸駅より徒歩15分。
- JR総武線稲毛駅または、京成千葉線京成稲毛駅より千葉海浜交通バス「高浜車庫」行き、「高洲第二」下車、徒歩2分